# Фонтен-Едбур
Фонте́н-Едбу́р (фр. Fontaine-Heudebourg) — колишній муніципалітет у Франції, у регіоні Нормандія, департамент Ер. Населення — 706 осіб (2011).
Муніципалітет був розташований на відстані близько 90 км на захід від Парижа, 36 км на південь від Руана, 14 км на північ від Евре.

## Історія
До 2015 року муніципалітет перебував у складі регіону Верхня Нормандія. Від 1 січня 2016 року належав до нового об'єднаного регіону Нормандія.
1 січня 2016 року Фонтен-Едбур, Ла-Круа-Сен-Лефруа i Екарданвіль-сюр-Ер було об'єднано в новий муніципалітет Клеф-Валле-д'Ер.

## Демографія
Динаміка населення (INSEE ):
Розподіл населення за віком та статтю (2006):
| Стать | Всього | До 15 років | 15-24 | 25-44 | 45-64 | 65-85 | Понад 85 |
| --- | ------ | ----------- | ----- | ----- | ----- | ----- | -------- |
| Чоловіки | 314    | 59          | 29    | 86    | 106   | 34    | 0        |
| Жінки | 326    | 64          | 25    | 89    | 106   | 42    | 0        |
| \| Статево-вікова піраміда \| Статево-вікова піраміда \| Статево-вікова піраміда \| \| ----------------------- \| ----------------------- \| ----------------------- \| \| Чоловіки \| Вік \| Жінки \| \| 0 \| 85 + \| 0 \| \| 0 \| 80-84 \| 8 \| \| 13 \| 75-79 \| 4 \| \| 4 \| 70-74 \| 13 \| \| 17 \| 65-69 \| 17 \| \| 17 \| 60-64 \| 21 \| \| 17 \| 55-59 \| 30 \| \| 38 \| 50-54 \| 47 \| \| 34 \| 45-49 \| 8 \| \| 30 \| 40-44 \| 21 \| \| 13 \| 35-39 \| 34 \| \| 30 \| 30-34 \| 21 \| \| 13 \| 25-29 \| 13 \| \| 21 \| 20-24 \| 8 \| \| 8 \| 15-20 \| 17 \| \| 30 \| 10-14 \| 17 \| \| 8 \| 5-9 \| 34 \| \| 21 \| 0-4 \| 13 \| |        |             |       |       |       |       |          |
| Статево-вікова піраміда |        |             |       |       |       |       |          |
| Чоловіки | Вік    | Жінки       |       |       |       |       |          |
| 0 | 85 +   | 0           |       |       |       |       |          |
| 0 | 80-84  | 8           |       |       |       |       |          |
| 13 | 75-79  | 4           |       |       |       |       |          |
| 4 | 70-74  | 13          |       |       |       |       |          |
| 17 | 65-69  | 17          |       |       |       |       |          |
| 17 | 60-64  | 21          |       |       |       |       |          |
| 17 | 55-59  | 30          |       |       |       |       |          |
| 38 | 50-54  | 47          |       |       |       |       |          |
| 34 | 45-49  | 8           |       |       |       |       |          |
| 30 | 40-44  | 21          |       |       |       |       |          |
| 13 | 35-39  | 34          |       |       |       |       |          |
| 30 | 30-34  | 21          |       |       |       |       |          |
| 13 | 25-29  | 13          |       |       |       |       |          |
| 21 | 20-24  | 8           |       |       |       |       |          |
| 8 | 15-20  | 17          |       |       |       |       |          |
| 30 | 10-14  | 17          |       |       |       |       |          |
| 8 | 5-9    | 34          |       |       |       |       |          |
| 21 | 0-4    | 13          |       |       |       |       |          |

## Економіка
2010 року серед 460 осіб працездатного віку (15—64 років) 356 були активними, 104 — неактивними (показник активності 77,4%, у 1999 році було 75,8%). З 356 активних мешканців працювало 318 осіб (167 чоловіків та 151 жінка), безробітними було 38 (13 чоловіків та 25 жінок). Серед 104 неактивних 20 осіб було учнями чи студентами, 53 — пенсіонерами, 31 була неактивною з інших причин.

У 2010 році в муніципалітеті числилось 281 оподатковане домогосподарство, у яких проживали 741,0 особи, медіана доходів виносила 19 641 євро на одного особоспоживача